# ぴあの (純名里沙 & JOE'S PROJECTの曲)
「ぴあの」は、純名里沙 & JOE'S PROJECTのシングル。CDコードはPIDL-1134。

## 概要
NHK連続テレビ小説『ぴあの』の後半主題歌である。
『ぴあの』のヒロインである純名里沙がボーカルを務めている。
c/wの「Labyrinth of Eden (Instrumental)」は、1994年に発売された久石譲のアルバム『地上の楽園』からのシングルカットである。

## 収録曲
1. ぴあの
  - 作詞：松本隆、作曲・編曲：久石譲
2. Labyrinth of Eden (Instrumental)
  - 作曲・編曲：久石譲
3. ぴあの（オリジナル・カラオケ）

## 楽曲の収録アルバム
| 曲名   | 収録作品                                      | 発売日        | 規格品番  | 備考 |
| ------ | --------------------------------------------- | ------------- | --------- | ---- |
| ぴあの | 『オリジナル・サウンドトラック ぴあの Vol.2』 | 1994年8月25日 | PICL-1084 |      |